# 珀劳
珀劳是奥地利施蒂利亚州哈特贝格县的一个市镇。总面积4.62平方公里，总人口2121人，人口密度459.1人/平方公里（2005年）。